# Nurhak
Nurhak est une ville et un district de la province de Kahramanmaraş dans la région méditerranéenne en Turquie.

## Géographie
À Nurhak se trouve la célèbre montagne de Nurhak appelée aussi Nurhak dağı (montagne de Nurhak).

## Histoire
Ville à population majoritairement de culture alevi.